# British Home Championship 1965/66
De British Home Championship van 1965/66 was de 71e editie van de British Home Championship. Het toernooi werd gehouden van 2 oktober 1965 tot en met 2 april 1966. Engeland werd kampioen.

## Eindstand
| Team          | Gsp | W | G | V | DV | DT | DS | Ptn |
| ------------- | --- | - | - | - | -- | -- | -- | --- |
| Engeland      | 3   | 2 | 1 | 0 | 6  | 4  | +2 | 5   |
| Noord-Ierland | 3   | 2 | 0 | 1 | 8  | 5  | +3 | 4   |
| Schotland     | 3   | 1 | 0 | 2 | 9  | 8  | +1 | 2   |
| Wales         | 3   | 0 | 1 | 2 | 2  | 8  | –6 | 1   |

## Wedstrijden
|                                                     |       |       |          |                                                                                |
| 2 oktober 1965 «onderlinge duels» 15:00 uur (UTC+1) | Wales | 0 – 0 | Engeland | Ninian Park, Cardiff Toeschouwers: 30.000 Scheidsrechter: Archie Webster (SCO) |
| 2 oktober 1965 «onderlinge duels» 15:00 uur (UTC+1) |       |       |          | Ninian Park, Cardiff Toeschouwers: 30.000 Scheidsrechter: Archie Webster (SCO) |

|                                                     |                                                       |       |                       |                                                                              |
| 2 oktober 1965 «onderlinge duels» 15:00 uur (UTC+2) | Noord-Ierland                                         | 3 – 2 | Schotland             | Windsor Park, Belfast Toeschouwers: 50.000 Scheidsrechter: Jack Taylor (ENG) |
| 2 oktober 1965 «onderlinge duels» 15:00 uur (UTC+2) | Derek Dougan 42' Johnny Crossan 60' Willie Irvine 89' |       | 17', 81' Alan Gilzean | Windsor Park, Belfast Toeschouwers: 50.000 Scheidsrechter: Jack Taylor (ENG) |

|                                                     |                                |       |                   |                                                                                  |
| 10 november 1965 «onderlinge duels» 19:45 uur (UTC) | Engeland                       | 2 – 1 | Noord-Ierland     | Wembley Stadium, Londen Toeschouwers: 70.000 Scheidsrechter: Leo Callaghan (WAL) |
| 10 november 1965 «onderlinge duels» 19:45 uur (UTC) | Joe Baker 19' Alan Peacock 73' |       | 21' Willie Irvine | Wembley Stadium, Londen Toeschouwers: 70.000 Scheidsrechter: Leo Callaghan (WAL) |

|                                                     |                                                            |       |                    |                                                                               |
| 24 november 1965 «onderlinge duels» 19:30 uur (UTC) | Schotland                                                  | 4 – 1 | Wales              | Hampden Park, Glasgow Toeschouwers: 49.888 Scheidsrechter: James Finney (ENG) |
| 24 november 1965 «onderlinge duels» 19:30 uur (UTC) | Bobby Murdoch 11', 22' Willie Henderson 15' John Greig 86' |       | 14' Ivor Allchurch | Hampden Park, Glasgow Toeschouwers: 49.888 Scheidsrechter: James Finney (ENG) |

|                                                    |                |       |                                                                    |                                                                              |
| 30 maart 1966 «onderlinge duels» 19:15 uur (UTC+1) | Wales          | 1 – 4 | Noord-Ierland                                                      | Ninian Park, Cardiff Toeschouwers: 12.860 Scheidsrechter: James Finney (ENG) |
| 30 maart 1966 «onderlinge duels» 19:15 uur (UTC+1) | Wyn Davies 74' |       | 2' Willie Irvine 42' Sammy Wilson 53' Eric Welsh 55' Martin Harvey | Ninian Park, Cardiff Toeschouwers: 12.860 Scheidsrechter: James Finney (ENG) |

|                                                   |                                        |       |                                                        |                                                                                  |
| 2 april 1966 «onderlinge duels» 15:00 uur (UTC+1) | Schotland                              | 3 – 4 | Engeland                                               | Hampden Park, Glasgow Toeschouwers: 123.052 Scheidsrechter: Henri Faucheux (FRA) |
| 2 april 1966 «onderlinge duels» 15:00 uur (UTC+1) | Denis Law 41' Jimmy Johnstone 62', 81' |       | 18' Geoff Hurst 34', 47' Roger Hunt 73' Bobby Charlton | Hampden Park, Glasgow Toeschouwers: 123.052 Scheidsrechter: Henri Faucheux (FRA) |